# Indvielsen af Aarhus Universitet 1933
Indvielsen af Aarhus Universitet 1933 er en dansk dokumentarfilm fra 1933 med ukendt instruktør.

## Handling
Aarhus Universitet indvies mandag d. 11. september 1933 under overværelse af de kongelige, statsminister Thorvald Stauning, undervisningsminister Frederik Borgbjerg og repræsentanter fra universiteterne i de nordiske lande.